# 246
| 246                |
| ------------------ |
| Dødsfald - Fødsler |
|                    |

| Gregoriansk kalender | 246 CCXLVI              |
| Ab urbe condita      | 999                     |
| Armensk kalender     | I/T                     |
| Kinesiske kalender   | 2942 – 2943 乙丑 – 丙寅 |
| Etiopisk kalender    | 238 – 239               |
| Jødisk kalender      | 4006 – 4007             |
| Hindukalendere       |                         |
| - Vikram Samvat      | 301 – 302               |
| - Shaka Samvat       | 168 – 169               |
| - Kali Yuga          | 3347 – 3348             |
| Iransk kalender      | 376 BP – 375 BP         |
| Islamisk kalender    | 388 BH – 387 BH         |

Se også 246 (tal)